# جاوداني (مقاطعة فارياب)
جاوداني (بالإنجليزية: Tolombeh-ye Javdani)‏ هي مستوطنة تقع في كرمان في إيران. يقدر عدد سكانها بـ 329 نسمة .